# 관현방
관현방(管絃房)은 고려 때 궁중 음악을 관장하던 국가 기관이다. 고려 공민왕 이전에 관현방에는 관원은 존재하지 않고 음악을 연주하는 악공과 악공에게 음악을 가르치는 악사만 존재하였다.

## 같이 보기
- 장악원
- 관현악